# Джакомо Конті
Джакомо Конті (італ. Giacomo Conti, 24 червня 1918 - 8 липня 1992) - італійський бобслеїст, чемпіон зимових Олімпійських ігор 1956 року в Кортіна-д'Ампеццо.

## Біографія
Джакомо Конті народився 24 червня 1918 року. Будучи за професією пілотом військової авіації, досить мало уваги приділяв спорту, брав участь переважно лише в тих змаганнях, які проходили на домашній трасі в Кортіна-д'Ампеццо, і тільки коли з'являвся вільний від служби час. Після призначення цього міста наступним центром проведення Олімпійських ігор, став посилено тренуватися, маючи намір взяти участь тут і неодмінно перемогти. Як результат, разом з пілотом Ламберто далла Костою, теж льотчиком, завоював золоту медаль в програмі двомісних екіпажів, випередивши двійку співвітчизника Евдженіо Монті.
Найкращий результат на чемпіонатах світу показав в 1957 році, коли на трасі в швейцарському Санкт-Моріці приїхав в двійках четвертим. Незабаром після цих змагань вирішив завершити кар'єру професійного спортсмена, поступившись місцем молодим італійським бобслеїстам. Крім спортивних успіхів домігся також значного визнання як військовий, має кілька нагород за участь у Другій світовій війні, пішов на пенсію у званні майора авіації.
Помер 8 липня 1992 року у віці 74 років.